# Rogoe vezér
Rogoe vezér a Csillagok háborúja elképzelt univerzumának egyik szereplője.

## Leírása
Rogoe vezér a gungan fajba és az ankura rasszba tartozó férfi vezér. A rasszára jellemző tömzsi testfelépítésű és zöldes bőrszínű.

## Élete
Ez a gungan férfi Y. e. 3000 körül, az úgynevezett hadurak korszakában élt. Spearhead város vezére volt.
Folyamatosan háborúkat szított a gunganek között. A célja az volt, hogy amíg a nagy városok háborúznak egymással, addig Rogoe és a hadserege elfoglalja a kisebb falvakat és annak lakosait rabszolgasorsra juttatja. Ráveszi a félértelmes, ragadozó bursákat arra, hogy támadjanak legfőbb ellenségének, Gallo Főnöknek a településére, Otoh Sancture-ra.
Miután Gallóhoz csatlakozik Marsune kapitány és még négy törzsfőnök, rátámadnak Spearheadre és megölik Rogoe-ot. Spearhead helyén felépül Otoh Gunga.

## Megjelenése a videojátékokban
Ezt a gungant a „Star Wars: Galactic Battlegrounds” és a „Star Wars: Galactic Battlegrounds: Clone Campaigns” videójátékokban láthatjuk.

## Fordítás
- Ez a szócikk részben vagy egészben a Rogoe című Wookieepedia-szócikk fordítása. Az eredeti cikk szerkesztőit annak laptörténete sorolja fel.